# ریستو هورمه
ریستو هورمه (انگلیسی: Risto Hurme؛ زادهٔ ۱۶ مهٔ ۱۹۵۰) ورزشکار شمشیربازی اهل فنلاند است.
وی در مسابقات کشوری و بین‌المللی در مجموع برندهٔ ۱ مدال برنز شده‌است.